# Nauruz Begue
Nauruz Begue (Nawruz Beg) foi cã da Horda Azul de 1360 a 1361, em sucessão a seu irmão Culpa (r. 1359–1360), a quem matou. Com sua morte sem herdeiros em 1361, seu ramo da dinastia da Horda Azul se extinguiu. Isso inaugurou o período de anarquia no qual famílias rivais apoiaram pretendentes diferentes ao trono.